# Live at the Apollo (Yes)
Live at the Apollo is het eerste muziekalbum van Yes featuring Jon Anderson, Trevor Rabin, Rick Wakeman. Het is een registratie van het concert dat de band gaf in het Apollotheater in Manchester in het voorjaar van 2017. De band speelde daarbij bekend materiaal uit eerdere jaren; nieuw werk was niet te horen op het album.

## Musici
- Jon Anderson – zang
- Trevor Rabin – gitaar, zang
- Rick Wakeman – toetsinstrumenten
- Lee Pomeroy – basgitaar
- Lou Molino III – drumstel

## Muziek
| Nr. | Titel                                                                                     | Duur  |
| --- | ----------------------------------------------------------------------------------------- | ----- |
| 1.  | Intro / Cinema /perpetual change                                                          | 11:21 |
| 2.  | Hold on                                                                                   | 8:00  |
| 3.  | I’ve seen all good people (I:Your move, II: All good people)                              | 7:43  |
| 4.  | Lift me up                                                                                | 7:11  |
| 5.  | And you and I (I:Cord of life, II:Eclipse, III:The preacher, the teacher, IV: Apocalypse) | 10:41 |
| 6.  | Rhythm of love                                                                            | 4:55  |
| 7.  | Heart of the sunrise                                                                      | 11:26 |

| Nr. | Titel                                                      | Duur  |
| --- | ---------------------------------------------------------- | ----- |
| 1.  | Changes                                                    | 7:00  |
| 2.  | Long distance runaround/The fish (Schindleria praematurus) | 6:18  |
| 3.  | Awaken                                                     | 22:40 |
| 4.  | Make it easy/ Owner of a Lonely Heart                      | 9:46  |
| 5.  | Roundabout                                                 | 7:34  |